# أرنبة (إدلب)
أرنبة قرية سورية تقع في جبل الزاوية تتبع ناحية إحسم في منطقة أريحا في محافظة إدلب. بلغ عدد سكانها 1,376 نسمة في عام 2004 حسب إحصاء المكتب المركزي للإحصاء.
وسميت بهذا الاسم نسبة لارتفاعها عن القرى المجاورة لها وتعدّ أعلى قرية في منطقة جبل الزاوية، ويبلغ ارتفاعها 878 متر عن سطح البحر وتبلغ مساحتها حوالي 8 آلاف متر مربع، يحدها من الشمال قرية جوزف ومن الشرق قرية مليار ومن الجنوب قرية كنصفرة ومن جهة الغرب تطل على سهل الغاب .
تشتهر بزراعة الكرز والزيتون الذي تعدّ هذه المنطقة من سوريا هي الموطن الأول لشجرة الزيتون وكذلك تزرع الأشجار المثمرة، مناخها معتدل صيفا وبارد شتاءْ طبيعتها جميلة.
سكان القرية الأصليون من عرق العرب، كما تعتبر القرية من أقدم قرى جبل الزاوية و فيها الكثير من الآثار القديمة التي ربما تعود لما قبل الميلاد.